# Fusil para búfalos

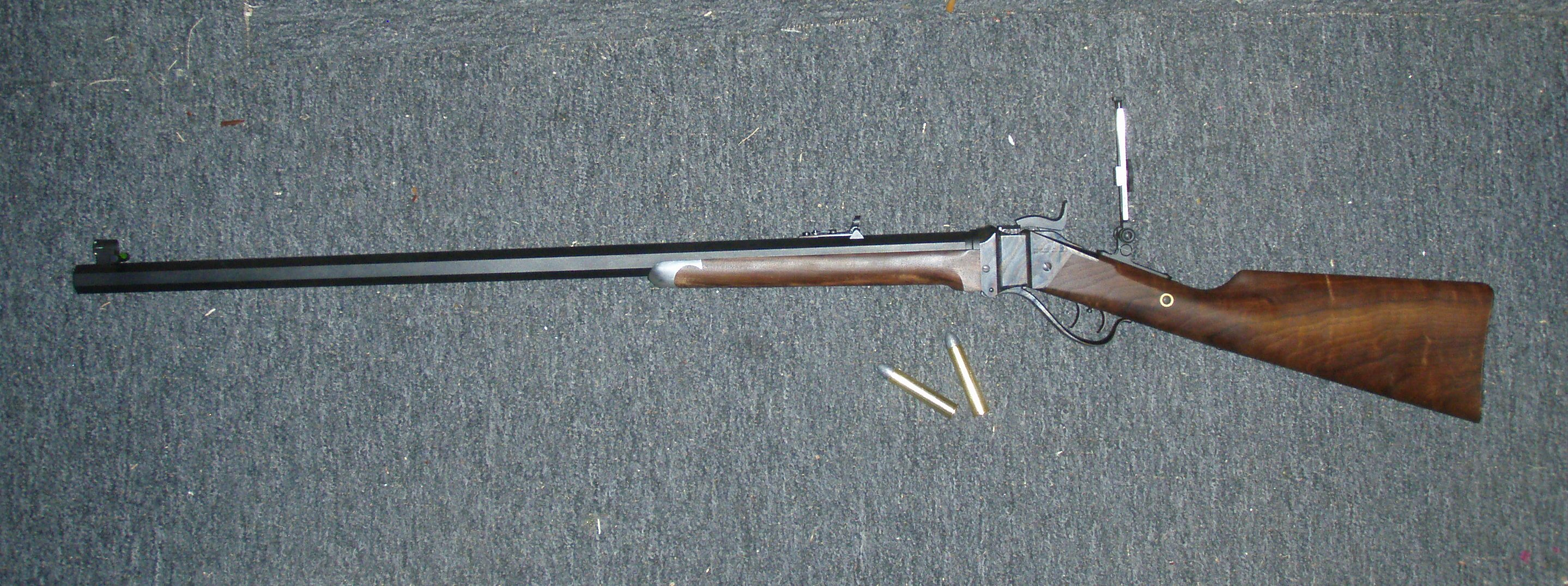
Un fusil Sharps Modelo 1874, que dispara el cartucho .50-90 Sharps.

El término fusil para búfalos por lo general hace referencia a los fusiles monotiro de gran calibre que disparaban cartuchos de pólvora negra, empleados para cazar al bisonte norteamericano (o "búfalo") hasta casi su extinción a fines del siglo XIX. Tres tipos de fusiles eran especialmente utilizados por los cazadores profesionales de búfalos: el Springfield Modelo 1866, el Remington No. 1 y el Sharps .50-90. El Sharps era el predilecto entre los cazadores por su precisión a largo alcance.